# Winfried Martini
Winfried Martini (* 4. Juni 1905 in Hannover; † 23. Dezember 1991 in Bad Endorf) war ein deutscher Jurist und Journalist.

## Leben
Martini absolvierte nach dem Abitur eine kaufmännische Lehre. Danach studierte er Rechtswissenschaften an der Johann Wolfgang Goethe-Universität Frankfurt am Main und der Friedrich-Wilhelms-Universität zu Berlin.
Seine journalistische Karriere begann er 1933; von 1935 bis 1937 war er Nahost-Korrespondent der Deutschen Allgemeinen Zeitung in Jerusalem. Bis in die 1940er Jahre arbeitete er in der Rüstungsindustrie und am Hauptsitz des Auswärtigen Amtes (AA) in Berlin. Im Zeitraum von 1941 bis 1943 war er Korrespondent des Vereinigten Auslands-Pressedienstes in Stockholm. Nach einem politischen Berufsverbot wurde er Soldat in der Wehrmacht.
Martini geriet kurzzeitig in amerikanische Kriegsgefangenschaft, war aber schnell wieder für Presseorgane wie Die Welt, Christ und Welt, den Rheinischen Merkur und den Bayerischen Rundfunk tätig. Er bewunderte den portugiesischen Diktator António de Oliveira Salazar; Martinis Buch Das Ende aller Sicherheit. Eine Kritik des Westens. wurde auf Veranlassung des Propagandaministeriums in das Portugiesische übersetzt. Er war Mitglied des Arbeitskreises Juristen der CSU. Martini war mit einer Tochter von Paul Clemen verheiratet.

## Auszeichnungen
- 1970: Konrad-Adenauer-Preis der Deutschland-Stiftung

## Schriften (Auswahl)
- Die Legende vom Hause Ludendorff. Inngau-Verlag, Rosenheim 1949.
- Das Ende aller Sicherheit. Eine Kritik des Westens. DVA, Stuttgart 1954.
- Freiheit auf Abruf. Die Lebenserwartung der Bundesrepublik. Kiepenheuer & Witsch, Köln 1960.
- Die NS-Prozesse im ost-westlichen Spannungsfeld. Vortrag und Diskussion. Ilmgau-Verlag, Pfaffenhofen 1969.
- Der Sieger schreibt die Geschichte. Anmerkungen zur Zeitgeschichte. Universitas, München 1991, ISBN 3-8004-1224-1.